# Chattancourt
Chattancourt település Franciaországban, Meuse megyében. Lakosainak száma 176 fő (2022. január 1.). Chattancourt Champneuville, Cumières-le-Mort-Homme, Esnes-en-Argonne, Marre és Montzéville községekkel határos.

## Népesség
A település népességének változása:
| Lakosok száma | 182  | 152  | 163  | 176  | 173  | 181  | 182  | 179  | 177  | 176  |
|               | 1968 | 1982 | 1990 | 2006 | 2013 | 2015 | 2017 | 2019 | 2020 | 2022 |